# Qアノンの正体
『Qアノンの正体 / Q: Into the Storm』（キューアノンのしょうたい / キュー・イントゥ・ザ・ストーム）は、カレン・ホーバックが監督とプロデュースを行った、アメリカ合衆国のドキュメンタリー。
この作品は、Qアノン陰謀論とそれに関係する8chan（後の8kun）の運営者や管理人などを調査している。また、このシリーズはQアノン現象の前身ともいえるゲーマーゲート集団嫌がらせ事件やピザゲート陰謀論、シケイダ3301、アノニマスなど4chan発のムーブメントにも焦点を当てている。
日本国内では井上和彦の吹替で2021年8月からU-NEXTにて独占配信されている。

## ストーリー
世界中でセンセーションを巻き起こしたQアノン陰謀論。その起源となった匿名掲示板「8chan」の創設者や管理人親子に2018年のQムーブメント初期から2021年1月6日の米連邦議会議事堂襲撃まで3年間にわたり密着し、オンライン上の言論の自由がもたらした陰謀論運動の内幕と正体不明の匿名投稿者「Q」の正体を探る。

## 主な登場人物

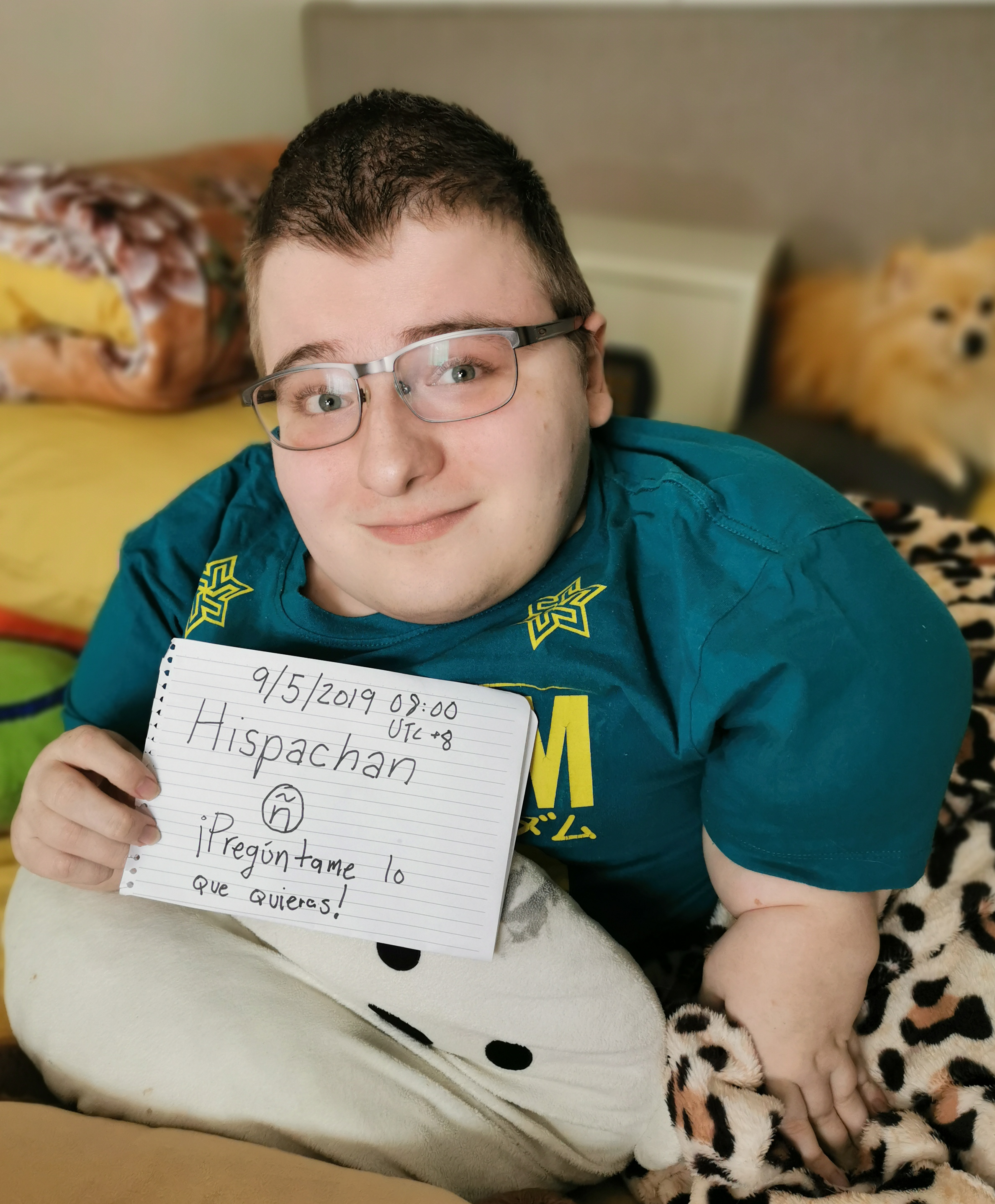
8chan創設者のブレンナン

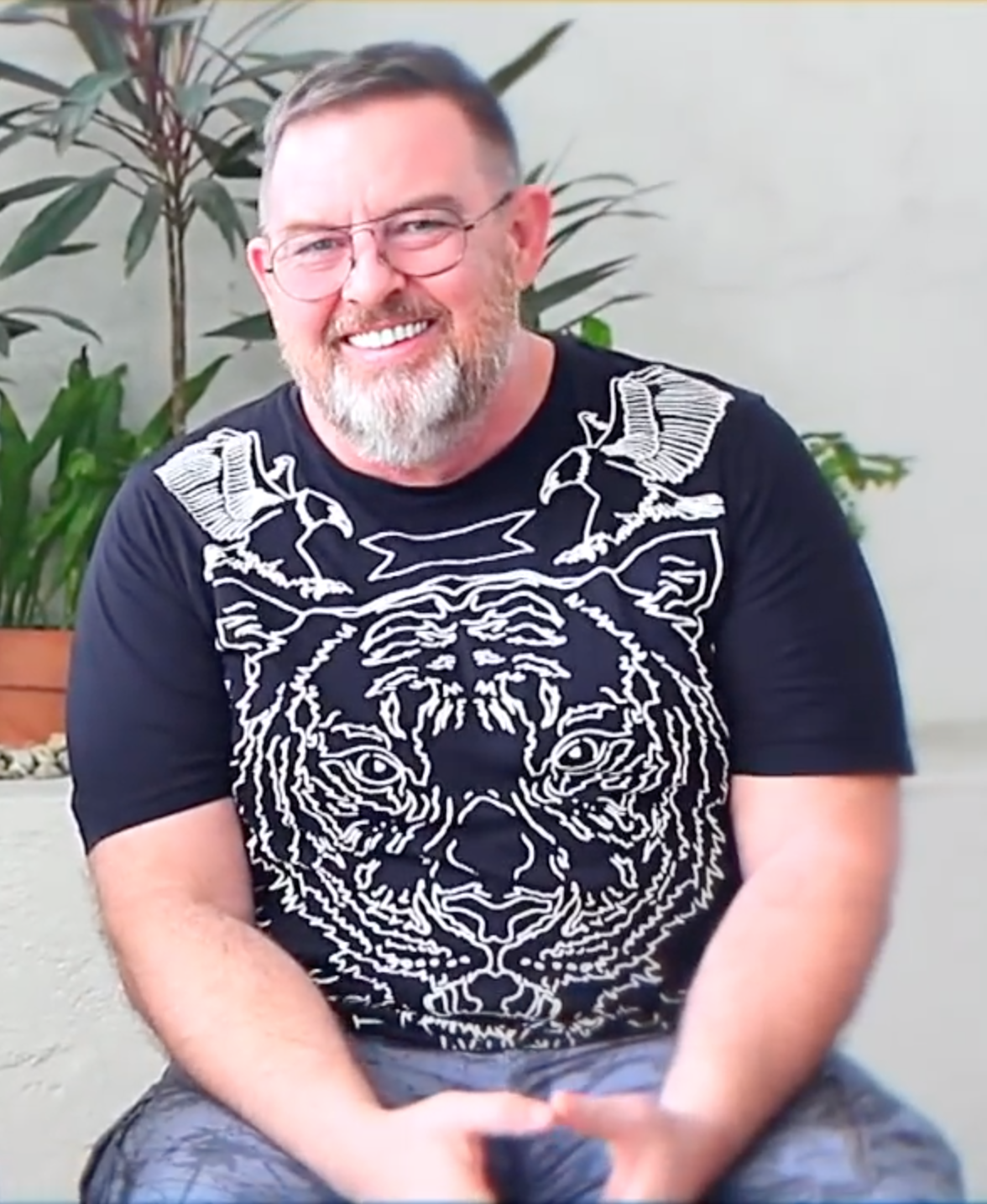
2ちゃんねると8chan運営者のジム

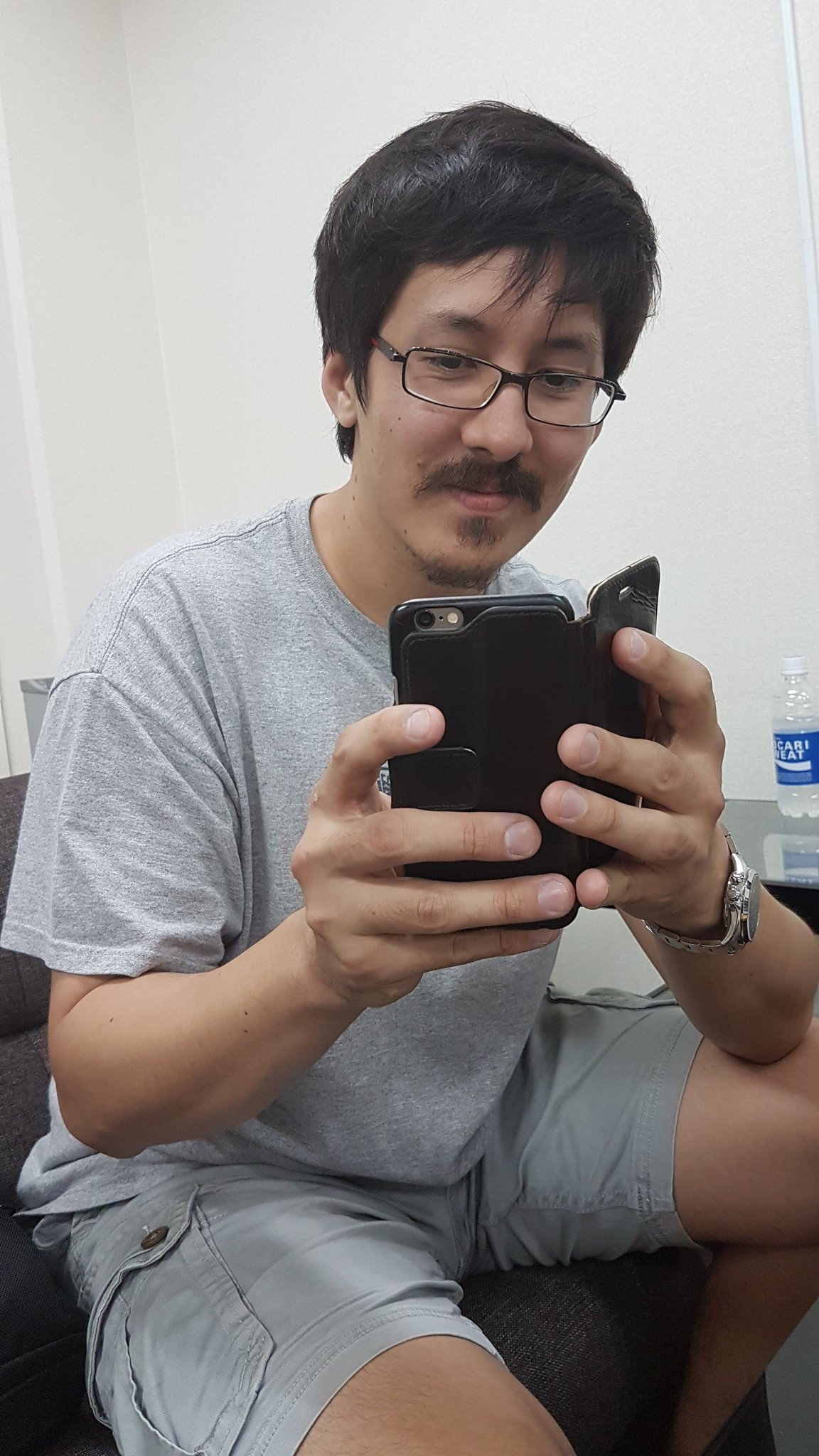
8chan元管理人のロン

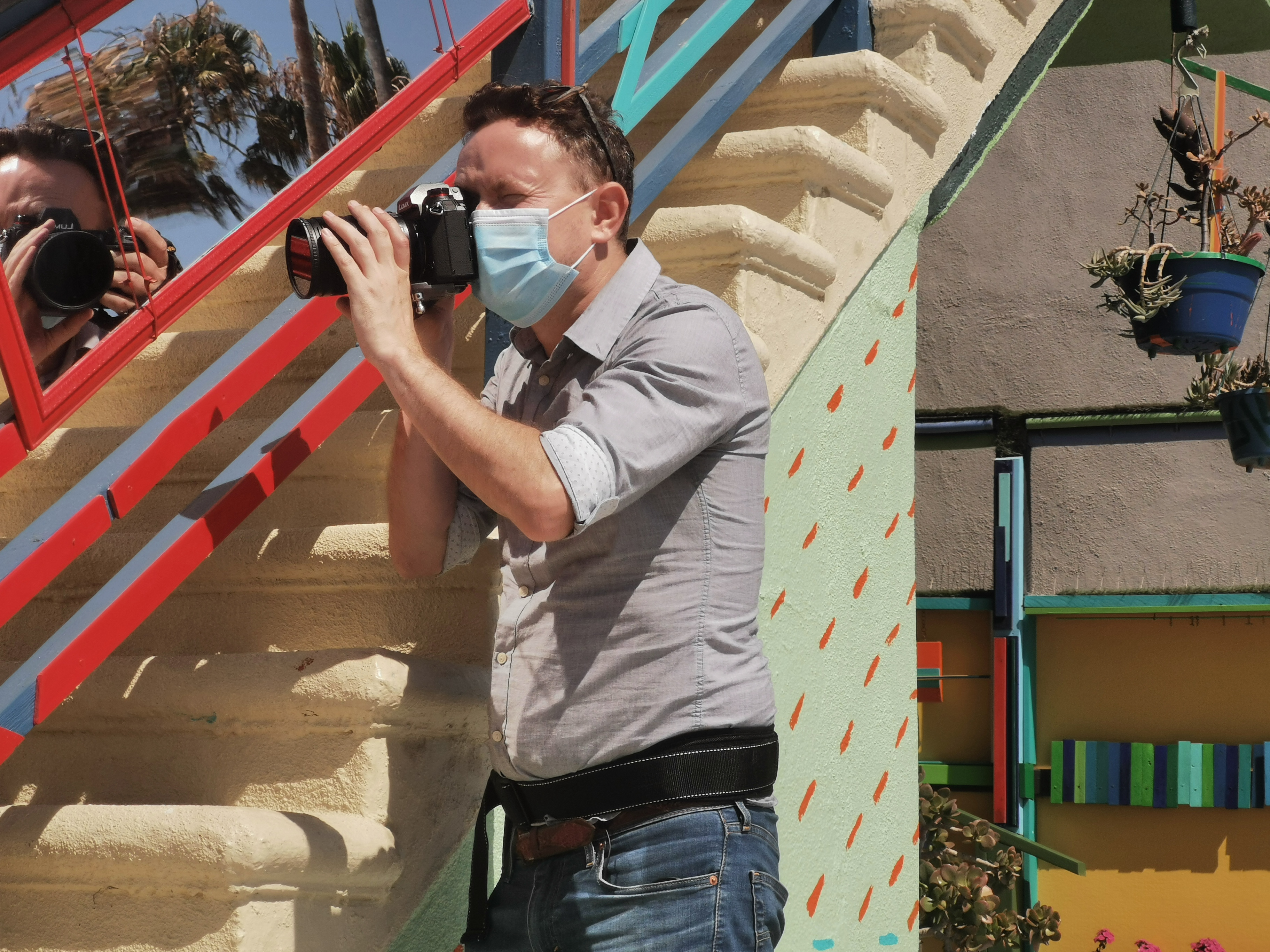
ホーバック監督

フレドリック・ブレンナン
8chan創設者。2ちゃんねるの元スタッフ。骨形成不全症を持つ障害者。8chanのような無法地帯の匿名掲示板には広告がつかないため、赤字運営にあえいでいた所、ワトキンス親子に援助される形でフィリピンのマニラに移住する。当初は言論の自由を重んじて8chanの管理を図ったが、憎悪に満ちた大量の書き込みに対して違和感を覚え、管理人を辞任するに至った。その後、8chanのユーザーが銃乱射事件を繰り返し起こした為、8chanの閉鎖を望むようになるが、言論の自由を担保に8chanとQムーブメントを継続させようとするワトキンス親子には聞き入れてもらえず、両者は激しく対立するようになる。
ジム・ワトキンス
8chan（→8kun）の運営者。マニラを拠点に複数の事業を展開しているビジネスマン。2ちゃんねるの管理運営にも初期から関与し、2014年に西村博之と決裂後、同サイトの運営者兼管理人。趣味は万年筆の収集、養豚場の経営、オーガニック料理など。言論の自由を保障したアメリカ合衆国憲法修正第1条を理由に「Q」の投稿を検閲せず、積極的に支持した結果、アメリカの政治に大きな影響を与えた。「政治には関心がない」と主張するが、トランプ支持の集会に参加したり、政治番組を放送したりと、矛盾した発言が目立つ。2019年、8chanが度重なる銃乱射事件の犯行予告に使われ、アメリカ合衆国下院の公聴会に召喚されたときは「言論の自由を制限したからといって過激主義を根絶することはできない」と周囲を煙に巻く狡猾さも見せた。ロンが8chanの管理人を辞任した後は、同サイトの後継者となる。ブレンナンいわく「技術面ではさっぱりだが、ビジネスマンとしては辣腕」とのこと。
ロン・ワトキンス
「Q」と疑われている人物。通称・Code Monky。ジム・ワトキンスの息子にして、世界で最も悪名高い匿名掲示板「8chan」管理人。いわゆる表現の自由戦士であり、言論の自由と匿名性によってカルト的な右派陰謀論「Qアノン」を札幌市から全世界に広めた張本人。趣味はソープランドとアニメグッズの収集。母親は韓国人でアジア系アメリカ人の血筋を持つハーフ。プログラマとしては確かな技術を持ち、2ちゃんねらーやフレドリック・ブレンナンからも有能と認められている。米大統領選挙が行われた2020年11月3日に8kun管理人を引退後、不正選挙の陰謀論を積極的に広め、時の人となる。
カレン・ホーバック
本作の監督。「Q」の正体を解き明かすべく、日本・フィリピン・ヨーロッパ・南アフリカ・アメリカと、世界中のQアノン関係者に取材を進め、それまで無名だったワトキンス親子に2018年から2021年1月6日まで3年間にわたり密着取材する。
オーブリー・コトル

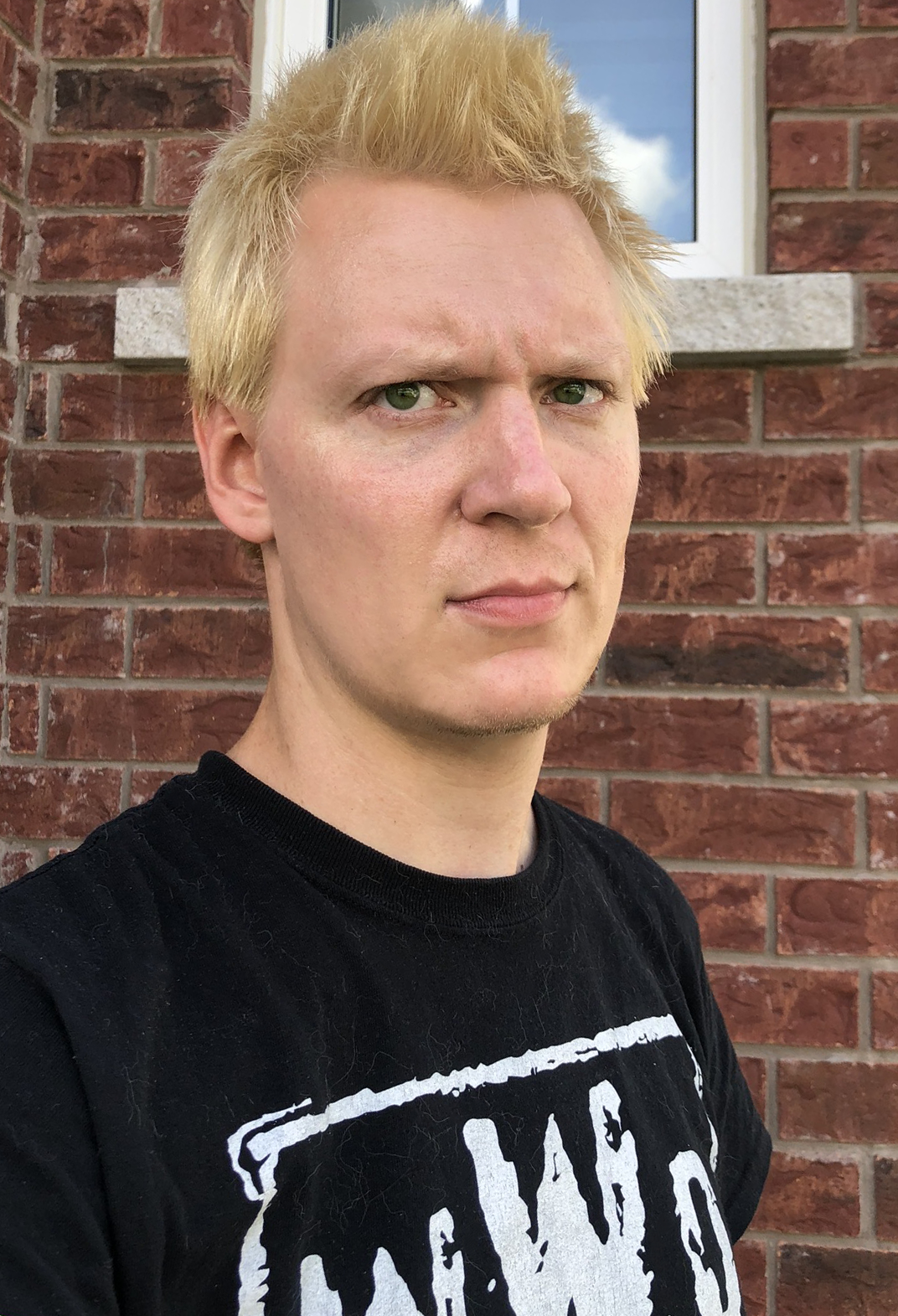
420chan創設者のコトル

匿名掲示板「420chan」と国際的ハッカー集団「アノニマス」の創設者。ブレンナンと共に、ジムとQアノンを攻撃した。
ポール・ファーバー
南アフリカ在住のソフトウェア開発者。初代「Q」とされる人物で、8chanに「Q」の投稿先となる掲示板を立ち上げた。
西村博之
2ちゃんねる創設者。4chanとQアノンに関連する取材を拒否しているため、本作には出演していないが、CHANカルチャーの始祖として度々言及されている。本ドキュメンタリー放映後、米国下院特別委員会は、ひろゆきに米連邦議会議事堂襲撃事件の記録を提出するように要求した。

## エピソード
| 通算 話数 | タイトル                    | 監督               | 放送日        | U.S.視聴者数 (百万人) |
| --------- | --------------------------- | ------------------ | ------------- | --------------------- |
| 1         | "嵐の前の静けさ"            | カレン・ホーバック | 2021年3月21日 | 0.356                 |
| 2         | "偶然を信じるか?"           | カレン・ホーバック | 2021年3月21日 | 0.224                 |
| 3         | "フェイクニュースは真実か?" | カレン・ホーバック | 2021年3月28日 | 0.277                 |
| 4         | "D.C.のパニック"            | カレン・ホーバック | 2021年3月28日 | 0.231                 |
| 5         | "ゲームオーバー"            | カレン・ホーバック | 2021年4月4日  | 0.199                 |
| 6         | "嵐の中へ"                  | カレン・ホーバック | 2021年4月4日  | 0.212                 |

## 評価
レビュー・アグリゲーターのRotten Tomatoesでは23件のレビューで支持率は57%、平均点は5.50/10となった。Metacriticでは13件のレビューを基に加重平均値が65/100となった。
ティーザートレーラーが公開された後、偽情報防止の研究者とジャーナリストは「この作品がQアノンのリクルートツールになるかもしれない」という懸念を表明した。またハーバード大学のジョアン・ドノヴァンは“Q”を「エッジの効いたエキサイティングな」ものとして描写することで、新たな支持者が引き付けられる恐れがあると述べた。